# Jiri Pragman
Œuvres principales
- L'Internet est-il maçonnique ? (2005)
- Hiram, et après ? (2007)
- L'Antimaçonnisme actuel (2014)
- Franc-maçonnerie et internet sont-ils compatibles ? (2016)
- Le cahier de vacances du Franc-Maçon (2018)

Compléments
- Fondateur du Blog Maçonnique (hiram.be)
- Fondateur de Masonica - Journée du Livre Maçonnique de Bruxelles

Jiri Pragman est le nom de plume et pseudonyme de Philippe Allard, journaliste et auteur belge né le 15 juin 1957. Franc-maçon et membre du Grand Orient de Belgique  notoirement connu pour son blog, ses ouvrages et ses interviews autour de la franc-maçonnerie. L'auteur est à l'origine de Masonica, la première journée du livre maçonnique de Bruxelles.

## Biographie
Jiri Pragman est né en Belgique en 1957. Il est titulaire d'un graduat d'assistant social obtenu à l'ISESE (actuellement IESSID), située à Ixelles. Journaliste professionnel, il a collaboré à des publications papier et web tout en travaillant en parallèle sur des projets web publics (site web de la commune d' Ixelles, site web et plateforme open data de la Ville de Bruxelles).[réf. nécessaire].
En août 2004, il crée Le Blog Maçonnique à l'adresse hiram.be, un blog de veille critique et d'information qui acquiert une véritable notoriété. Comme son nom l'indique, celui-ci s'axe autour de l'univers de la franc-maçonnerie, propose informations et critiques et s'agence selon plusieurs catégories telles que : obédiences, manifestations, antimaçonnisme. Jiri Pragman en fut, au quotidien, l'éditeur jusqu'au 1er janvier 2014, date à laquelle il décide de mettre le site en sommeil. Celui-ci sera finalement remis en mars 2014 à Gérard Plumecocq (qui signe sous le pseudonyme « Géplu »), imprimeur retraité initié en 1986 à Lille. En 2021, l'accès au site n'est plus accessible pour partie sans un abonnement payant annuel.
De décembre 2006 à 2008, Jiri Pragman fut directeur des collections Hiram et Les Carnets d'Hiram chez Memogrames, maison d'édition francophone installée en Wallonie depuis 2003. Durant deux ans, de mai 2006 à 2008, le journaliste belge a collaboré à la revue maçonnique Initiations Magazine. Il signe aujourd'hui de nombreux articles dans son successeur, le mensuel français Franc-maçonnerie magazine.
En 2011, Jiri Pragman adapte pour la Belgique (Le Vif Extra) L'ABCdaire de la Franc-Maçonnerie de Jean-Frédéric Daudin.
En avril 2013 a lieu la première édition de Masonica, la journée du livre maçonnique de Bruxelles dont Jiri Pragman est le commissaire,.
En juin 2014, il publie L'antimaçonnisme actuel. L'ouvrage, dont la préface est écrite par Eric Giacometti, relate les théories et inquiétudes opposées et hostiles à la maçonnerie. L'année de sa sortie, en 2014, il est nommé par l'Institut maçonnique de France dans la catégorie essai lors du Salon maçonnique du Livre de Paris. L'auteur est invité à intervenir lors du cycle de conférences du Grand Orient de France sur l'antimaçonnisme. Avec un article sur L'antimaçonnisme en réseaux, il a participé au numéro 116 des Les Cahiers Villard de Honnecourt (Grande Loge Nationale Française) consacré à L'antimaçonnisme d'hier et d'aujourd'hui[réf. souhaitée].
Plus de dix ans après la sortie de la première édition de L'Internet est-il maçonnique ?, il publie, à la demande de l'éditeur Dervy, Franc-maçonnerie et Internet sont-ils compatibles ?, un livret qui vise à interpeller les francs-maçons sur les évolutions qu'induisent l'Internet et, particulièrement, les réseaux sociaux dans les obédiences, loges et autres structures maçonniques ainsi que chez les maçons eux-mêmes .
A propos de son livre sur L'édition maçonnique, Pierre Mollier a déclaré :  « Avec cet ouvrage riche en informations et en analyses, Jiri Pragman nous propose la première étude conséquente sur un aspect important de la vie maçonnique française de ce début du XXIe siècle ».

## Représentation
Jiri Pragman et le blog maçonnique apparaissent dans les enquêtes du commissaire Antoine Marcas d'Eric Giacometti et Jacques Ravenne. Dans Conjuration Casanova, le médecin légiste est appelé Dr Pragman et le commissaire Marcas se rend sur le blog maçonnique, sa référence lorsqu'il veut s'informer sur tout ce qui touche de près ou de loin à la maçonnerie. Dans Le Frère de sang, le commissaire Marcas prend son portable et appelle « l'homme qui allait le sortir de ce pétrin ». Dans Le Temple noir, le blog hiram.be de Jiri Pragman, le « meilleur blog » des « francs-macs » est pris pour cible dans un blog conspirationniste.

## Publications
- Jiri Pragman (ill. Cerali), L'Internet est-il maçonnique ?, Belgique, Altho, coll. « Collection du Golem », 2004, 72 p. (ISBN 978-2-9600482-0-9)
- Jiri Pragman, L'Internet est-il maçonnique ?, France, Ivoire-Clair, 2005, 243 p. (ISBN 978-2-913882-36-2)
- Jiri Pragman (dir.), Visages de la franc-maçonnerie à Tournai, Bruxelles, coédition Mémogrames - Blog Maçonnique, 2006, 318 p. (ISBN 978-2-930418-19-3)
- Jiri Pragman (dir.), Hiram, et après ?, Bruxelles, coédition Mémogrames - Blog maçonnique, 2007, 160 p. (ISBN 978-2-930418-29-2)
- Jiri Pragman, Le Testament d'un blogueur franc-maçon, Bruxelles, Éditions du Golem, 2014, 23 p. (ASIN B00HM10TC4)
- Jiri Pragman (préf. Eric Giacometti), L'Antimaçonnisme actuel, Bruxelles, Édition Télélivre, 2014 (ISBN 978-2-930331-10-2)
- Jiri Pragman, Franc-maçonnerie et Internet sont-ils compatibles ?, France, Dervy, coll. « Les outils maçonniques du XXIe siècle », 2016, 93 p. (ISBN 979-10-242-0122-1)
- Jiri Pragman et Jiho, Le Cahier de vacances du franc-maçon. Apprenti, France, Dervy, 2018, 76 p. (ISBN 979-10-242-0265-5)
- Jiri Pragman et Jiho, Le Cahier de vacances du franc-maçon. Compagnon, France, Dervy, 2018, 76 p. (ISBN 979-10-242-0266-2)
- Jiri Pragman et Jiho, Le Cahier de vacances du franc-maçon. Maître, France, Dervy, 2018, 76 p. (ISBN 979-10-242-0267-9)
- Jiri Pragman, Petit manuel à destination des organisateurs de manifestations autour du livre maçonnique, France, BoD-Books on demand, 2018, 100 p. (ISBN 978-2-322-14610-9)
- Jiri Pragman, De la Planche en Loge maçonnique. Le Morceau d'Architecture, art & méthode, France, Numérilivre, 2018, 110 p. (ISBN 978-2-36632-082-4)
- Jiri Pragman, L'édition maçonnique : Quand les Francs-Maçons Lisent Et écrivent..., France, Independently Published, 2019, 160 p. (ISBN 978-1-0997-5694-8)
- Jiri Pragman, « Ethique numérique », dans Qu'est-ce qui arrive au... numérique ?, Le Thor, Laurence Massaro, 2020 (ISBN 978-2-9564653-6-2).
- Jiri Pragman, « Old Lives Matter », dans Qu'est-ce qui arrive à... la vieillesse ?, Le Thor, Laurence Massaro, 2021 (ISBN 978-2-9564653-8-6).
- Jiri Pragman, « "Ma" Franc-Maçonnerie, à moi ? Tout seul ? », dans Qu'est-ce qui arrive à... la Franc-maçonnerie ?, Le Thor, Laurence Massaro, 2022 (ISBN 978-2-4926920-4-8).
- Jiri Pragman, Guide. Organiser un salon du livre maçonnique, France, Independently Published, 2025  (ISBN 979-8303373440).